# Otto Albert Blehr
Otto Albert Blehr (17. februar 1847 på Sanderud i Stange – 13. juli 1927) var en norsk jurist og politiker fra Venstre. 
Blehr blev cand.jur. i 1871, og arbejdede derefter blandt andet for Bergens Tidende. Han bosatte sig i Nordre Bergenhus Amt (Sogn og Fjordane) fra 1872, som fuldmægtig og vikar for sorenskriveren i Nordfjord, Ole Richter. Fra 1877 drev han egen advokatpraksis i Lærdal. Han startede to aviser (Fjordenes Blad og Sogns Tidend) og var ordfører. Han var lagmann i Hålogaland 1889-93 og i Kristiania fra 1893. 
Han var stortingsmand for Nordre Bergenhus Amt fra 1883 til 1888, for Nordland fra 1895 til 1900. Som tingmann var han central i rigsretssagen mod regeringen Selmer i 1884.
Han var Norges statsminister i Stockholm fra 1891 til 1893, og igen fra 1898 til 1902. Han var Norges statsminister fra 21. april 1902 til 22. oktober 1903. 
Han arbejdede derefter som amtmand i Kristiania fra 1905 til 1917, var norsk delegat til Folkeforbundet 1920 og 1922-1925, og gjorde et comeback som statsminister fra 1921 til 1923
Kongen udnævnte 7. november 1898 Blehr til storkors af St. Olavs Orden for statsborgerlig og embedsfortjeneste.
Han var gift med Randi Blehr og var far til Eivind Blehr. Han var også onkel til Dagny Juel.